# The Romanoffs
The Romanoffs est une série télévisée américaine en 8 épisodes, créée par Matthew Weiner.

## Distribution
- Diane Lane (VF : Martine Irzenski) : Katherine Ford
- Aaron Eckhart (VF : Constantin Pappas) : Greg
- Corey Stoll (VF : Pierre Tessier) : Michael Romanoff
- John Slattery (VF : Éric Legrand) : Daniel Reese
- Radha Mitchell : Victoria Hayward
- Amanda Peet (VF : Laura Blanc) : Olivia Wells
- Christina Hendricks (VF : Sybille Tureau) : Olivia Rogers
- Kathryn Hahn (VF : Laëtitia Lefebvre) : Anka
- J. J. Feild : Jack
- Louise Bourgoin : Sophie
- Isabelle Huppert : Jacqueline
- Hera Hilmar (VF : Adeline Moreau) : Ondine
- Jack Huston (VF : Damien Ferrette) : Samuel Ryan
- Kerry Bishé (VF : Dorothée Pousséo) : Shelly Romanoff
- Jon Tenney (VF : Bernard Lanneau) : Eric Ford
- Jay R. Ferguson : Joe Garner
- Andrew Rannells (VF : Sébastien Desjours) : David Patton
- Marthe Keller : Anushka
- Janet Montgomery (VF : Marie Millet-Giraudon) : Michelle Westbrook
- Cara Buono (VF : Barbara Beretta) : Debbie Newman
- Annet Mahendru : Elena Evanovich
- Griffin Dunne (VF : Mathieu Buscatto) : Frank Shefflied
- Paul Reiser : Bob Isaacson
- Ben Miles (VF : Yann Guillemot) : George Burrows
- Clea DuVall : Patricia Callahan
- Nicole Ari Parker (VF : Géraldine Asselin) : Cheryl Gowans
- Noah Wyle (VF : Éric Missoffe) : Ivan
- Mary Kay Place : Marilyn Hopkins
- Ron Livingston (VF : Thibaut Lacour) : Alex Myers
- Michael O'Neill : Ron Hopkins
- David Sutcliffe : Philip Hayward
- Mike Doyle (VF : Marc Arnaud) : Brian Norris
- Darina Al Joundi : Raha Azim
- Mark Valley : Steve Lewis
- Zofia Wichłacz : Nadya
- Uriah Shelton (VF : Maxime Baudouin) : Julian Myers
- Franc Bruneau : JP
- Vernon Dobtcheff : M. Audran
- Morten Suurballe : Max Gruber
- Évelyne Dandry : Mme Audran
- Laurent Bateau : Denis
- Goran Navojec (VF : Jérémie Bédrune) : Karl
- James Naughton (VF : Jean-Bernard Guillard) : Dmitri
- Janne Mortil : Gloria
- Alexandra Cismondi (VF : elle-même) : la française
- Regina Spektor : la chanteuse
- Hélène Cardona : la présentatrice française